# Viterbo (kommun)
Viterbo är en kommun i Colombia.   Den ligger i departementet Caldas, i den centrala delen av landet, 210 km väster om huvudstaden Bogotá. Antalet invånare är 13 159.